# Вередія-де-Муреш
Вередія-де-Муреш (рум. Vărădia de Mureș) — село у повіті Арад в Румунії. Адміністративний центр комуни Вередія-де-Муреш.
Село розташоване на відстані 354 км на північний захід від Бухареста, 67 км на схід від Арада, 139 км на південний захід від Клуж-Напоки, 76 км на схід від Тімішоари.

## Населення
За даними перепису населення 2002 року у селі проживала 721 особа.
Національний склад населення села:
| Національність | Кількість осіб | Відсоток |
| -------------- | -------------- | -------- |
| румуни         | 705            | 97,8%    |
| українці       | 12             | 1,7%     |

Рідною мовою назвали:
| Мова       | Кількість осіб | Відсоток |
| ---------- | -------------- | -------- |
| румунська  | 708            | 98,2%    |
| українська | 11             | 1,5%     |